# Epicephala ancistropis
Epicephala ancistropis là một loài bướm đêm thuộc họ Gracillariidae. Loài này có ở Indonesia (Java).
Ấu trùng ăn Callicarpa candicans. Chúng có thể ăn lá nơi chúng làm tổ.